# Arvieu
Arvieu – miejscowość i gmina we Francji, w regionie Oksytania, w departamencie Aveyron. W 2013 roku jej populacja wynosiła 833 mieszkańców. Przez gminę przepływa rzeka Vioulou, natomiast na jej terenie swoje źródła ma Céor. 

## Zabytki
Zabytki w miejscowości posiadające status monument historique:
- kościół Notre-Dame d'Aures d'Arvieu (Église Notre-Dame d'Aures d'Arvieu)